# Trichrous violaceipennis
Trichrous violaceipennis là một loài bọ cánh cứng trong họ Cerambycidae.